# Nguyễn Duy Quý
Nguyễn Duy Quý (6/4/1932 - 4/5/2022) là một giáo sư triết học người Việt, quê quán: huyện Thanh Chương, tỉnh Nghệ An. Ông nguyên là Giám đốc Trung tâm Khoa học Xã hội và Nhân văn Quốc gia (nay là Viện Hàn lâm Khoa học Xã hội Việt Nam), Viện sĩ nước ngoài của Viện Hàn Lâm khoa học Liên bang Nga (РАН), Ủy viên Ban Chấp hành Trung ương Đảng Cộng sản Việt Nam khóa VIII (1996–2001), chủ tịch Hội hữu nghị Việt Nam–Canađa.